# قائمة الجماعات المسلحة في الحرب الأهلية اليمنية
شاركت عدد من الجماعات المسلحة في الحرب الأهلية اليمنية الجارية.

## الحرب الأهلية اليمنية (2015-الآن)
| حكومة هادي وحلفائها · التدخل العسكري بقيادة السعودية | المجلس السياسي الأعلى وحلفائه | المجلس الانتقالي الجنوبي | تنظيم الدولة الإسلامية (داعش) · أنصار الشريعة وحلفائهما |
| --- | --- | --- | --- |
| حكومة هادي - قوات الأمن الموالية لهادي - المنطقة العسكرية الثالثة - اللواء 112 مشاة - المنطقة العسكرية الرابعة - اللواء 35 مدرع - اللواء 111 مشاة المجموعات المتحالفة: - الإصلاح - المقاومة الشعبية - اللجان الشعبية الموالية لهادي - حلف قبائل حضرموت - الحراك الجنوبي (حتى 2017) - الميليشيات السلفية (من أواخر 2015) التدخل العسكري بقيادة السعودية - السعودية - القوات الخاصة (مزعوم) - الإمارات - البحرين - الكويت - الأردن - المغرب - قطر (حتى 2017) - السنغال - السودان المجموعات المتحالفة: - المرتزقة السلفيين - مرتزقة بلاكووتر - تحالف قبائل اليمن مدعوم من: - مصر - تركيا - المملكة المتحدة - فرنسا - الولايات المتحدة - كندا (تسليح) - ألمانيا (تسليح) - الصين (تسليح) الدعم اللوجستي: - جيبوتي - إريتريا - الصومال - فرنسا - باكستان (مزعوم) الولايات المتحدة (بما في ذلك ضربات الطائرات بدون طيار) - بحرية الولايات المتحدة - قيادة العمليات الخاصة | المجلس السياسي الأعلى - اللجنة الثورية - الحوثيون (أنصار الله) - اللجان الشعبية الموالية للحوثيين - قوات الأمن الخاصة - القوات المسلحة اليمنية الموالية لعلي عبد الله صالح - الحرس الجمهوري - القوات الجوية اليمنية - قوات العمليات الخاصة المجموعات المتحالفة: - أحرار نجران (2015) مدعوم من: - سوريا - كوريا الشمالية - روسيا - قطر (مزعوم) - إيران - حزب الله | المجلس الانتقالي الجنوبي (من 2017) - الحراك الجنوبي - المقاومة الشعبية - اللجان الشعبية - لواء الحزام - قوات النخبة الحضرمية مدعوم من: - الإمارات - السودان | تنظيم الدولة الإسلامية (داعش) (من 2014) - جيش داعش - ولاية اليمن - ولاية صنعاء - ولاية عدن أبين - ولاية لحج - ولاية الكتيبة الخضراء - ولاية البيضاء - ولاية شبوة - ولاية عتق - ولاية حضرموت مدعوم من: - قطر (تتهمها السعودية والحلفاء) (مزعوم) تنظيم القاعدة - تنظيم القاعدة في جزيرة العرب - أنصار الشريعة - إمارة القاعدة في اليمن - جيش عدن أبين الإسلامي - مجلس علماء السنة والجماعة - فصيل المجلس المحلي الحضرمي - رجال قبائل الذهب مدعوم من: - الشباب (مزعوم) الميليشيات المحلية: - عصابة علي عقل |

الوضع العسكري في الحرب الأهلية اليمنية في 14 تموز 2017.
تحت سيطرة اللجنة الثورية / المجلس السياسي الأعلى (الحوثيون)
تحت سيطرة الحكومة والحلفاء بقيادة هادي
تسيطر عليها جماعة أنصار الشريعة (تنظيم القاعدة في جزيرة العرب)
التي تسيطر عليها الدولة الإسلامية في العراق والشام (داعش)